# James McBride (Autor)

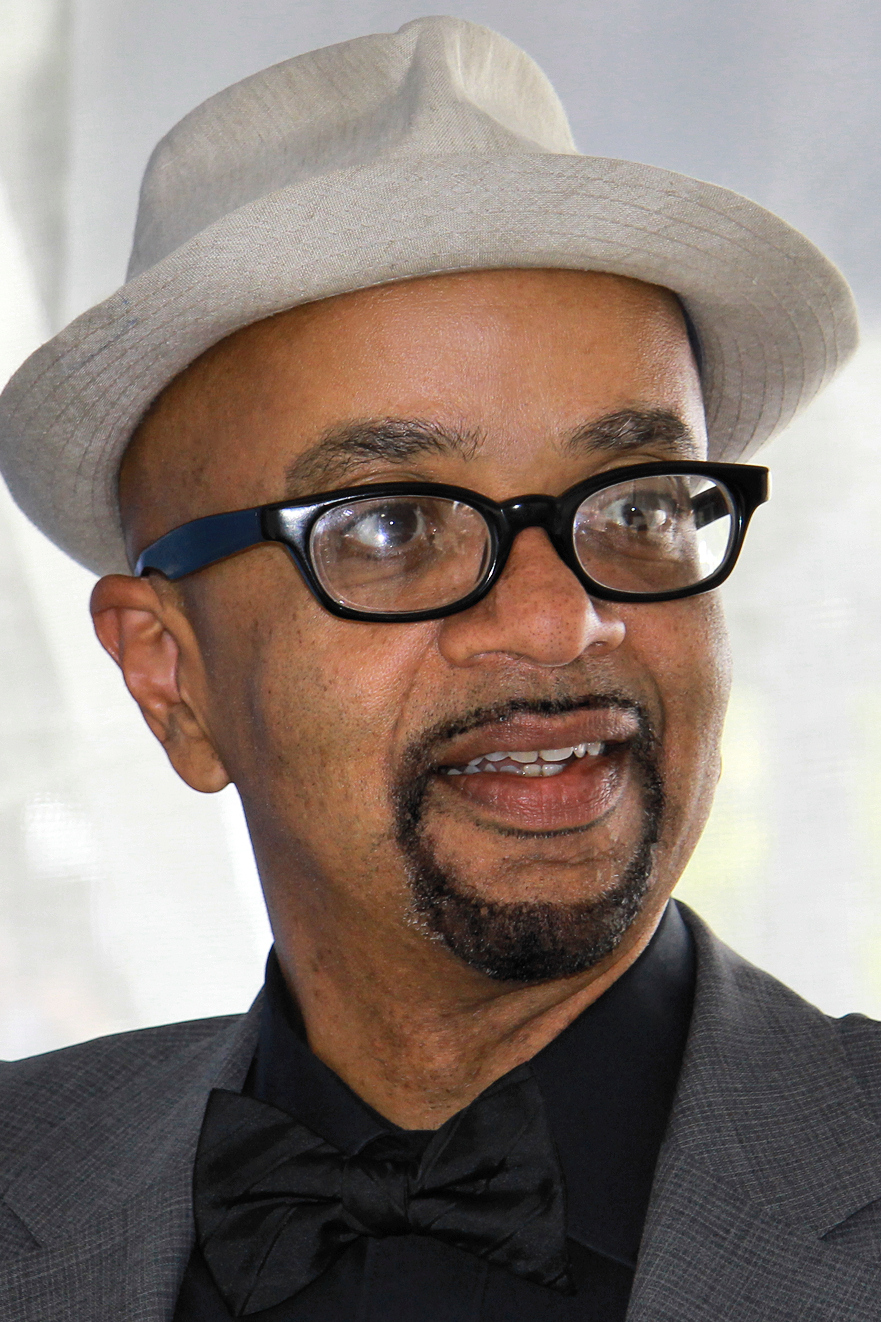
James McBride (2013)

James McBride (* 11. September 1957 in New York City) ist ein US-amerikanischer Schriftsteller, Journalist und Musiker. Er wurde 2013 für seinen Roman The Good Lord Bird (dt.: Das verrückte Tagebuch des Henry Shackleford) mit dem National Book Award und 2016 von US-Präsident Barack Obama mit der National Humanities Medal ausgezeichnet.

## Leben
McBride ist der Sohn eines afroamerikanischen Pastors und einer polnisch-jüdischen Immigrantin. Er wuchs in der New Yorker Sozialsiedlung Red Hook im Bezirk Brooklyn auf. In seiner Autobiographie The Color of Water – A Black man’s Tribute to His White Mother (1995; dt. Die Farbe von Wasser) beschreibt er diese Zeit des Aufwachsens in Armut und die Beziehung zu seiner Mutter.
Er studierte Musik am Oberlin College und im Anschluss Journalismus an der Columbia University in New York. Als Journalist schreibt er für Zeitungen und Zeitschriften wie den Boston Globe, die Washington Post, die New York Times und den Rolling Stone und ist Distinguished Writer-in-Residence der New York University. 2015 wurde er in die American Academy of Arts and Sciences gewählt und 2016 von Präsident Barack Obama mit der National Humanities Medal ausgezeichnet.
James McBride hat drei Kinder und lebt in New York und Lambertville, New Jersey.

### Musik
McBride war als Tenorsaxofonist Mitglied der Rock Bottom Remainders, einer Band aus Schriftstellern, zu denen unter anderen Dave Barry, Stephen King, Amy Tan, Scott Turow und Matt Groening gehörten. Er tourte mit dem Jazz-Sänger Little Jimmy Scott und schrieb Stücke für Anita Baker, Grover Washington Jr. und Gary Burton. Er komponierte Musik zu dem Dokumentarfilm Right to Return von Jonathan Demme über die Stadt New Orleans sowie das Musical Bobos. 1993 wurde er mit dem Stephen Sondheim-Preis des American Music Festivals ausgezeichnet.

## Werke
- The Color of Water: A Black Man's Tribute to His White Mother (Autobiographie, 1995)
  - Die Farbe von Wasser: Erinnerungen, dt. von Monika Baark; Berlin-Verlag, Berlin 1999, ISBN 3-8270-0273-7.
- Miracle at St. Anna (Roman, 2002)
  - Das Wunder von St. Anna, dt. von Silvia Morawetz und Werner Schmitz; Bloomsbury Berlin, Berlin 2004, ISBN 3-8270-0482-9.
- Song Yet Sung (Roman, 2008)
- The Good Lord Bird (Roman, 2013)
  - Das verrückte Tagebuch des Henry Shackleford, dt. von Werner Löcher-Lawrence; btb, München 2015, ISBN 978-3-442-75489-2.
- Kill 'Em and Leave: Searching for James Brown and the American Soul (Biographie, 2016)
  - Black and Proud: Auf der Suche nach James Brown und der Seele Amerikas, dt. von Werner Löcher-Lawrence; btb, München 2017, ISBN 978-3-442-75714-5.
- Five-Carat Soul (Roman, 2017)
  - Der Spielzeug-Sammler: Erzählungen, dt. von Werner Löcher-Lawrence; btb, München 2023, ISBN 978-3-442-75867-8.
- Deacon King Kong (Roman, 2020)
  - Der heilige King Kong, dt. von Werner Löcher-Lawrence; btb, München 2021, ISBN 978-3-442-75924-8.
- The Heaven & Earth Grocery Store (Roman, 2023)
  - Himmel & Erde, dt. von Werner Löcher-Lawrence; btb, München 2024, ISBN 978-3-442-77469-2.

## Drehbücher
- Miracle at St. Anna (2008; dt.: Buffalo Soldiers ’44 – Das Wunder von St. Anna)
- Red Hook Summer (2012; Regie: Spike Lee)